# 호지 추측
호지 추측(Hodge推測, 영어: Hodge conjecture)은 대수기하학에서 복소수체 위의 비특이 사영 대수다양체의 코호몰로지에 대한 주요 미해결 문제이다.:117 이 추측의 개요는 특정 드람 코호몰로지류, 즉 임의의 X의 호지 류들은 항상 X의 부분 대수다양체들의 코호몰로지 류들의 유리수에서의 선형 결합으로 표현 가능, 즉 대수적이라는 것이다. 즉, 이러한 코호몰로지류들은 부분 대수다양체들로 나타낼 수 있는 호몰로지류들의 푸앵카레 쌍대들로 나타낼 수 있다는 것이다.

## 정의
복소 n차원의 콤팩트 연결 복소 대수다양체 X가 주어졌다고 하자. 그렇다면, 이 위에는 코호몰로지를 다음과 같은 위상수학·해석학·대수기하학을 사용하여 세 가지 방법으로 정의할 수 있다.
- 대수적 위상수학을 사용하여, 특이 코호몰로지 {\displaystyle H^{i}(X;\mathbb {Q} )}를 정의할 수 있다. 이들은 (다양체로서의 위상의) 부분 위상 공간들로 정의되며, 유리수 계수를 갖는다.
- 호지 이론을 사용하여, 돌보 코호몰로지 {\displaystyle H^{p,q}(X)}를 정의할 수 있다. 이는 복소 미분 형식으로 정의되며, 실수 계수를 갖는다.
- 대수기하학을 이용하여, 저우 환을 정의할 수 있다. 이는 대수적 순환을 기본으로 하며, 유리수 계수를 갖는다.

호지 코호몰로지와 특이 코호몰로지 사이의 관계는 이미 잘 알려져 있다.:155 호지 추측은 이들과 대수기하학적 코호몰로지 사이의 관계에 대한 추측이다.

### 호지 이론
임의의 콤팩트 {\displaystyle n}차원 복소다양체 {\displaystyle X}가 주어졌다고 하자. 이는 실수 {\displaystyle 2n}차원  유향 매끄러운 다양체이므로, 대수적 위상수학을 통해 특이 코호몰로지 군 {\displaystyle H^{\bullet }(X)}를 정의할 수 있다.
만약 {\displaystyle X}가 추가로 켈러 다양체의 구조가 주어졌다면, 호지 이론을 사용하여 특이 코호몰로지의 꼬임 부분군에 대한 몫군을 다음과 같이 돌보 코호몰로지 군으로 추가로 분해할 수 있다.
{\displaystyle H^{k}(X;\mathbb {C} )=\bigoplus _{p+q=k}H^{p,q}(X)}
여기서 {\displaystyle H^{p,q}(X)}는 {\displaystyle (p,q)}차 조화 형식으로 표현되는 코호몰로지류들로 구성되는 부분군이다. 호지 이론에 따라, 특정 복소좌표계 {\displaystyle (z_{1},\ldots ,z_{n})}에서, (p,q)차 코호몰로지류들은 다음과 같은 꼴의 복소 미분 형식들의 합으로 표현된다.
{\displaystyle dz_{i_{1}}\wedge \cdots \wedge dz_{i_{p}}\wedge d{\bar {z}}_{j_{1}}\wedge \cdots \wedge d{\bar {z}}_{j_{q}}}
코호몰로지 상의 합곱에 상응하는 조화형식의 쐐기곱을 취하면 합곱은 다음과 같이 호지 분해로 변환된다.
{\displaystyle \smile \colon H^{p,q}(X)\times H^{p',q'}(X)\rightarrow H^{p+p',q+q'}(X).}

### 대수적 코호몰로지
{\displaystyle X}가 표수가 0인 체 위의 {\displaystyle n}차원 비특이 사영 대수다양체라고 하자.
X의 대수적 순환은 X 다양체의 형식적 선형 결합으로, 다음과 같은 꼴이 된다.
{\displaystyle \sum _{i}c_{i}Z_{i}}
여기서 계수 {\displaystyle c_{i}}는 정수이거나 유리수일 수 있다. 여기서 대수적 순환의 코호몰로지류를 이것을 구성하는 코호몰로지류들의 합으로 정의할 수 있으며, 이렇게 나타낼 수 있는 코호몰로지류를 대수적 코호몰로지류라고 한다.

### 호지 이론과 대수적 코호몰로지의 비교
{\displaystyle X}가 복소수체 위의 임의의 {\displaystyle n}차원 비특이 사영 대수다양체라고 하자. 그렇다면 가가 정리에 따라 이에 대응되는 사영 공간에 매장될 수 있는 복소다양체 {\displaystyle X^{\operatorname {an} }}을 정의할 수 있으며, {\displaystyle X}의 임의의 {\displaystyle n-k}차원 부분 대수다양체 {\displaystyle i\colon Y\hookrightarrow X}에 대하여 이에 대응하는 복소다양체의 부분 복소다양체
{\displaystyle i^{\operatorname {an} }\colon Y^{\operatorname {an} }\hookrightarrow X^{\operatorname {an} }}
가 존재한다. 그렇다면 {\displaystyle X^{\operatorname {an} }} 위의 임의의 {\displaystyle (p,q)}차 복소 미분 형식 {\displaystyle \alpha \in \Omega ^{p,q}(X^{\operatorname {an} })}에 대하여, 다음과 같은 적분을 정의할 수 있다.
{\displaystyle \int _{Y^{\operatorname {an} }}{i^{\operatorname {an} }}^{*}\alpha }
{\displaystyle Y}의 기본류는 {\displaystyle i_{*}^{\operatorname {an} }[Y^{\operatorname {an} }]\in H^{k,k}(X^{\operatorname {an} })}이므로, 만약 {\displaystyle (p,q)\neq (n-k,n-k)}라면 이 적분은 0이다. 보다 추상적으로, 이 적분은 부분 복소다양체 {\displaystyle Y^{\operatorname {an} }}로 나타내어지는 호몰로지류 {\displaystyle [Y^{\operatorname {an} }]}와 {\displaystyle \alpha }로 표현되는 코호몰로지류 {\displaystyle [\alpha ]}에 대한 교곱
{\displaystyle \int _{Y^{\operatorname {an} }}{i^{\operatorname {an} }}^{*}\alpha =[Y^{\operatorname {an} }]\frown [\alpha ]}
으로 생각할 수 있다. 푸앵카레 쌍대성에 의해, {\displaystyle Y^{\operatorname {an} }}의 호몰로지류의 짝이 되는 코호몰로지류 {\displaystyle \operatorname {PD} ([Y^{\operatorname {an} }])\in H^{2k}(X^{\operatorname {an} })}를 정의할 수 있다. 이 교곱은 {\displaystyle \operatorname {PD} ([Y^{\operatorname {an} }])}와 {\displaystyle \alpha }의 합곱에 {\displaystyle X^{\operatorname {an} }}의 기본류 {\displaystyle [X^{\operatorname {an} }]}를 교곱하여 계산할 수 있다. 코호몰로지 {\displaystyle \operatorname {PD} ([Y^{\operatorname {an} }])}는 호지 분해되기 때문이다. 이상과 같이 이 코호몰로지류에 차수가 {\displaystyle (k,k)}가 아닌 임의의 호몰로지류를 합곱할 경우 0이 된다. 따라서 {\displaystyle H^{2n}(X^{\operatorname {an} };\mathbb {C} )=H^{n,n}(X^{\operatorname {an} })}이기 때문에
{\displaystyle \operatorname {PD} ([Y^{\operatorname {an} }])\in H^{k,k}(X^{\operatorname {an} };\mathbb {C} )}
이다.
이에 따라, 유리수 계수 대수적 순환군 {\displaystyle Z(X;\mathbb {Q} )}에서 특이 코호몰로지로 가는 자연스러운 사상
{\displaystyle \phi _{k}\colon Z^{k}(X;\mathbb {Q} )\to H^{k,k}(X^{\operatorname {an} };\mathbb {C} )\cap H^{2k}(X^{\operatorname {an} };\mathbb {Q} )\qquad (k=0,1,\dots ,n)}
이 존재한다. 여기서
{\displaystyle \operatorname {Hdg} ^{k}(X^{\operatorname {an} })=H^{k,k}(X^{\operatorname {an} };\mathbb {C} )\cap H^{2k}(X^{\operatorname {an} };\mathbb {Q} )}
를 호지 류(Hodge class)의 군이라고 한다.
그렇다면 호지 추측은 다음과 같은 문제이다.:117
{\displaystyle X^{\operatorname {an} }}의 모든 호지 류는 {\displaystyle X}의 (유리수 계수) 대수적 코모호몰로지류인가? 즉, 모든 {\displaystyle 0\leq k\leq n}에 대하여, {\displaystyle \phi _{k}}가 전사 함수인가?

## 증명
2021년 기준 현재 호지 추측은 아직 미해결 문제이다. 그러나 호지 추측의 다양한 부분적인 경우들이 증명되었다. 여기서 {\displaystyle n}은 사영 다형체의 복소수 차원, {\displaystyle k}는 호지 류의 차수(=부분다양체의 여차원)이다.

### (여)차원이 1 이하인 경우
솔로몬 렙셰츠는 1924년에 다음을 증명하였다.
- 임의의 {\displaystyle H^{2}(X;\mathbb {Z} )\cap H^{1,1}(X)}의 원소는 인자로 나타내어진다. 즉, 호지 추측은 {\displaystyle k=1}인 경우 성립한다.

이는 지수열로 쉽게 증명할 수 있다.
또한, 어려운 렙셰츠 정리를 사용하여 다음을 보일 수 있다.
- 만약 호지 추측이 {\displaystyle k<n}차 호지 류에 대하여 성립한다면, 호지 추측은 {\displaystyle n-k}차 호지 류에 대해서도 성립한다.

따라서 호지 추측은 {\displaystyle k=n-1}차 호지 류에 대해서도 성립한다. 즉, {\displaystyle n\leq 3}이라면 호지 추측은 참이다.

### 아벨 다양체
대부분의 아벨 다양체의 경우, 호지 류의 대수는 1차 호지 류로부터 생성되며, 1차 호지 류의 경우 호지 추측이 성립하므로, 모든 차수에 대하여 호지 추측이 성립한다.
그러나 특수한 경우, 호지 류가 1차 호지 류로부터 생성되지 않는 아벨 다양체가 존재한다. 이러한 현상은 아벨 다양체가 허수 이차 수체에 대한 복소 곱셈을 가질 때 발생하며, 반대로 5차원 이하에서는 아벨 다양체가 허수 이차 수체에 대한 복소 곱셈을 갖지 않는다면 모든 호지 류가 1차류로부터 생성됨이 증명되었다. 즉, 호지 추측은 허수 이차 수체에 대한 복소 곱셈을 갖지 않는 5차원 이하의 아벨 다양체에 대하여 성립한다.

### 호지 자취의 대수성
복소수체 위의 사영 대수다양체의 복소 구조를 변화시킨다면, 돌보 코호몰로지로의 호지 분해 또한 바뀌게 된다. 만약 호지 추측이 옳다면, 복소 구조의 모듈라이 공간 속에서, 어떤 주어진 올이 호지 류를 이루는 점들의 집합은 모듈러스 공간의 대수 집합을 이루어야 한다. 이러한 집합을 호지 자취(Hodge locus)라고 한다. 호지 자취가 대수적이라는 사실은 1995년에 증명되었으며, 이는 호지 추측이 참이라는 중요한 증거로 꼽힌다.

## 일반화
호지 추측을 여러 방향으로 일반화하려 할 수 있지만, 이러한 일반화 호지 추측들은 대부분 거짓임이 증명되었다.

### 정수 계수
호지 추측은 정수 계수에서는 성립하지 않는다. 즉, 자연스러운 사상
{\displaystyle Z^{k}(X;\mathbb {Z} )\to H^{2k}(X;\mathbb {Z} )\cap H^{k,k}(X)}
은 전사 함수가 아닐 수 있다. 이러한 정수 계수 호지 류는 꼬임 부분군에 속할 수 있으며, 꼬임 호지 류는 대수적 순환으로 나타내어질 수 없다.
꼬임을 무시하여도, 정수 계수 호지 추측은 거짓이다. 즉, 자연스러운 사상
{\displaystyle Z^{k}(X;\mathbb {Z} )\to (H^{2k}(X;\mathbb {Z} )\cap H^{k,k}(X))/(H^{2k}(X;\mathbb {Z} )\cap H^{k,k}(X))_{\operatorname {tors} }}
역시 전사 함수가 아닐 수 있다.

### 켈러 다양체
복소수체 위의 사영 대수다양체라는 조건은 일반적인 콤팩트 켈러 다양체로 약화시킬 수 없다. 1977년, 스티븐 저커(Steven Zucker)는 (p,p)차 해석적 유리수 계수 코호몰로지가 대수적이지 않은, 사영 대수다양체가 아닌 복소 원환면이 존재함을 보였다.
켈러 다양체의 경우, 다음과 같은 더 약화된 호지 추측을 제시할 수도 있다.
- 임의의 콤팩트 켈러 다양체 {\displaystyle X}에 대하여, {\displaystyle X}의 모든 (유리수) 호지 류는 {\displaystyle X} 위의 연접층의 천 특성류의 유리수 계수 선형 결합으로 나타내어진다.

그러나 이 또한 거짓임이 2002년 증명되었다.

### 일반화 호지 추측
호지 추측을 단순히 어떤 함수의 전사성 대신, 호지 구조의 개념을 사용하여 더 추상적으로 일반화시킬 수 있다. 이를 일반화 호지 추측(generalized Hodge conjecture)라고 한다. 원래 호지가 제시한 형태의 일반화 호지 추측인 {\displaystyle N^{c}H^{k}(X,\mathbf {Z} )=H^{k}(X,\mathbf {Z} )\cap (H^{k-c,c}(X)\oplus \cdots \oplus H^{c,k-c}(X))}에 대해서는 알렉산더 그로텐디크가 거짓이라고 지적하였지만, 그로텐디크가 수정한 형태의 일반화 호지 추측인  Nc Hk(X, Q)은 {\displaystyle H^{k-c,c}(X)\oplus \cdots \oplus H^{c,k-c}(X).}에 포함된 가장 큰 Hk(X, Z)의 하위 호지 구조인가에 대한 물음은 아직 미해결 문제이다.

## 역사
1930년대에 스코틀랜드의 기하학자인 윌리엄 밸런스 더글러스 호지는 호지 이론을 개발하였고, 이 이론을 집대성한 1941년 저서 《조화 적분의 이론과 응용》에서 이 추측을 처음으로 발표하였다. 호지가 1950년 세계 수학자 대회 강의에 이 문제를 언급하면서 호지 추측은 수학계의 주요 미해결 문제로 부상하였다.
2000년 클레이 수학연구소는 호지 추측을 밀레니엄 문제의 하나로 선정하였고, 이 문제의 증명이나 반증에 대하여 100만 미국 달러의 상금을 걸었다.

## 같이 보기
- 테이트 추측
- 호지 이론
- 호지 구조